# Włodzimierz Tarnowski
Włodzimierz Tarnowski (ur. 4 września 1930, zm. 2007) – polski brydżysta, Mistrz Międzynarodowy.

## Wyniki brydżowe

### Rozgrywki krajowe
W rozgrywkach krajowych zdobywał następujące lokaty:
| Mistrzostwa Polski par | Mistrzostwa Polski par | Mistrzostwa Polski par | Mistrzostwa Polski par |
| Rok                    | Kategoria              | Partner                | Pozycja                |
| ---------------------- | ---------------------- | ---------------------- | ---------------------- |
| 1981                   | Open                   | Antoni Zdzienicki      | 3                      |
| 1974                   | Open                   | Edward Mikołajczyk     | 1                      |

| Drużynowe mistrzostwa Polski | Drużynowe mistrzostwa Polski | Drużynowe mistrzostwa Polski |
| Sezon                        | Drużyna                      | Pozycja                      |
| ---------------------------- | ---------------------------- | ---------------------------- |
| 1972                         | MKT Łódź                     | 3                            |

### Zawody europejskie
W europejskich zawodach zdobył następujące lokaty:
| Zawody europejskie. Konkurencja par | Zawody europejskie. Konkurencja par | Zawody europejskie. Konkurencja par | Zawody europejskie. Konkurencja par | Zawody europejskie. Konkurencja par | Zawody europejskie. Konkurencja par |
| Rok                                 | Miejsce                             | Zawody                              | Kategoria                           | Partner                             | Pozycja                             |
| ----------------------------------- | ----------------------------------- | ----------------------------------- | ----------------------------------- | ----------------------------------- | ----------------------------------- |
| 1993                                | Bielefeld                           | 7 Mistrzostwa Europy Par            | Seniorzy                            | Janusz Cyprian Nowak                | 3                                   |

## Klasyfikacje brydżowe
- Włodzimierz Tarnowski – klasyfikacja PZBS
- Włodzimierz Tarnowski – klasyfikacja EBL (ang.)
- Włodzimierz Tarnowski – klasyfikacja WBF (ang.)